# Vera Cruz (Rio Grande do Norte)
Vera Cruz est une commune de l'État du Rio Grande do Norte.
1. ↑  IBGE